# Roman Belohlavek

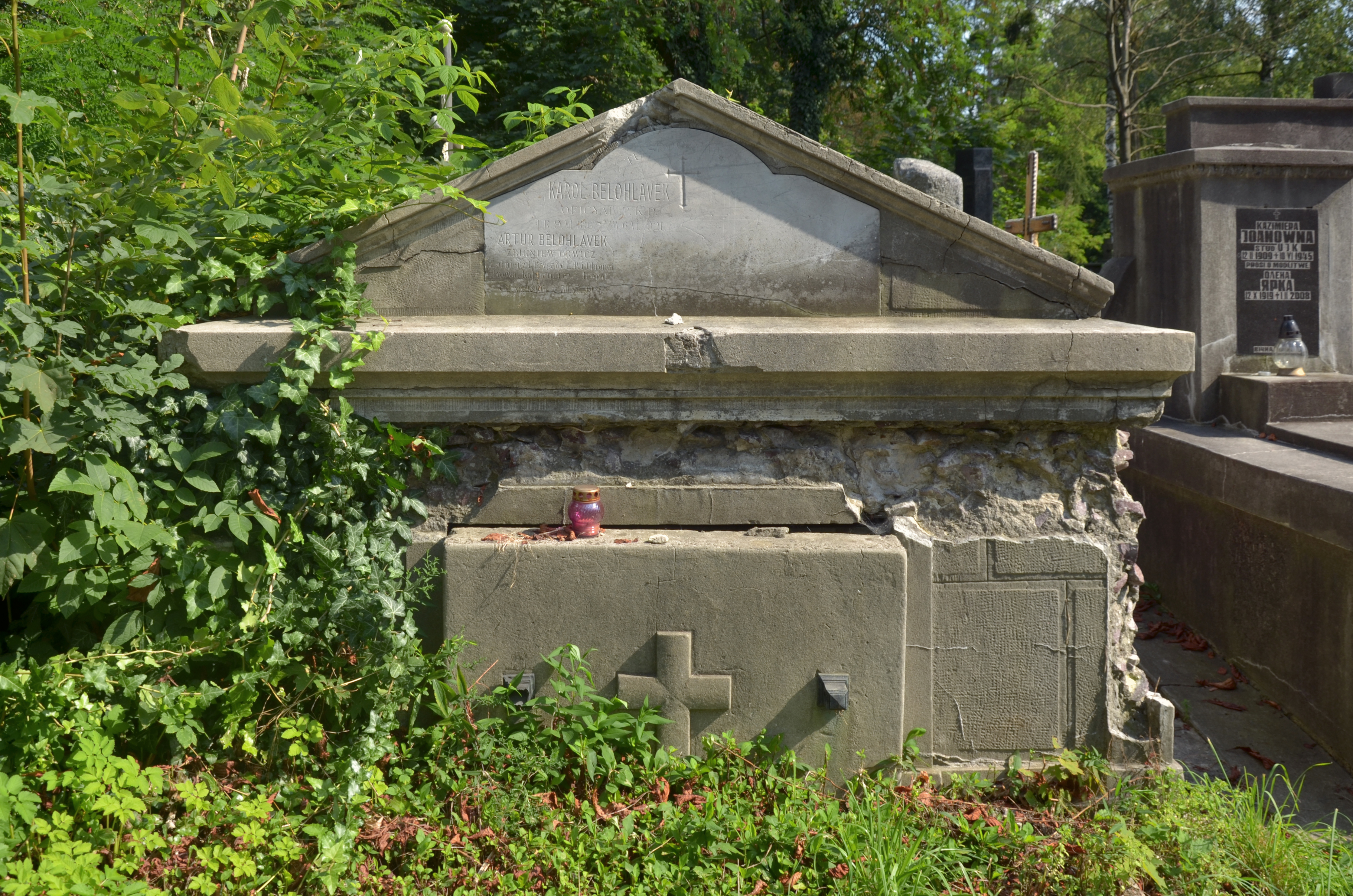
Grobowiec rodziny Belohlavek na Cmentarzu Janowskim we Lwowie

Roman Władysław Belohlavek vel Bélohlávek (ur. 26 czerwca 1892 w Stanisławowie, zm. wiosną 1940 w Katyniu) – polski doktor praw, wykładowca, muzyk i kompozytor, kapitan piechoty Wojska Polskiego, ofiara zbrodni katyńskiej.

## Życiorys
Urodził się jako syn Karola i Joanny z domu Sas-Siemiginowska. W 1911 roku ukończył z odznaczeniem C. K. IV Gimnazjum we Lwowie. W 1915 roku odbył studia prawnicze na Wydziale Prawa Uniwersytetu w Grazu, a w 1930 roku uzyskał stopień doktora praw na Wydziale Prawa Uniwersytetu Jana Kazimierza we Lwowie.
Był oficerem cesarskiej i królewskiej Armii. Po odzyskaniu przez Polskę niepodległości wstąpił do Wojska Polskiego w 1918 roku. Wziął udział w wojnie z Ukraińcami, a następnie wojnie z bolszewikami.
Później był kierownikiem wydziału intendentury polowej Naczelnego Dowództwa Wojska Polskiego oraz w Intendenturze Okręgu Generalnego „Lwów” we Lwowie. 25 listopada 1920 roku został zatwierdzony z dniem 1 kwietnia 1920 roku w stopniu kapitana gospodarczego, w grupie oficerów byłej armii austriacko-węgierskiej. W 1922 roku został przeniesiony do rezerwy i zweryfikowany w stopniu kapitana ze starszeństwem z 1 czerwca 1919 roku. Jego oddziałem macierzystym był wówczas Wojskowy Okręgowy Zakład Gospodarczy Nr I w Warszawie. W 1923 roku posiadał przydział w rezerwie do 24 pułku piechoty w Łucku.
W 1934 roku pozostawał w ewidencji Powiatowej Komendy Uzupełnień Lwów Miasto, jako kapitan ze starszeństwem z 1 czerwca 1919 roku i 483. lokatą w korpusie oficerów pospolitego ruszenia piechoty. Posiadał przydział do Oficerskiej Kadry Okręgowej Nr VI. Był wówczas „przewidziany do użycia w czasie wojny”.
Był profesorem wykładowcą w Wyższej Szkole Handlu Zagranicznego we Lwowie. Działał jako likwidator firm (wraz z nim dr Izydor Zirler). Ponadto zajmował się muzyką i komponowaniem.
Po wybuchu II wojny światowej, kampanii wrześniowej i agresji ZSRR na Polskę w nieznanych okolicznościach został aresztowany przez Sowietów. Był przetrzymywany w obozie w Kozielsku. Wiosną 1940 roku został przetransportowany do Katynia i rozstrzelany przez funkcjonariuszy Obwodowego Zarządu NKWD w Smoleńsku oraz pracowników NKWD przybyłych z Moskwy na mocy decyzji Biura Politycznego KC WKP(b) z 5 marca 1940 roku. Zamordowanych w tym miejscu jeńców grzebano w bezimiennych mogiłach zbiorowych w lesie katyńskim, gdzie od 28 lipca 2000 roku mieści się oficjalnie Polski Cmentarz Wojenny w Katyniu. Prowadzone tu były ekshumacje i prace archeologiczne. W 1943 roku jego ciało zidentyfikowano podczas ekshumacji dokonanej przez Niemców pod numerem 167, (dosł. określony jako Roman Bieloglawok). Przy zwłokach Romana Belohlavka została odnaleziona pocztówka. Figuruje na liście wywózkowej z 5 kwietnia 1940.

## Upamiętnienie
5 października 2007 roku minister obrony narodowej Aleksander Szczygło mianował go pośmiertnie na stopień majora. Awans został ogłoszony 9 listopada 2007 roku w Warszawie, w trakcie uroczystości „Katyń Pamiętamy – Uczcijmy Pamięć Bohaterów”.

## Ordery i odznaczenia
- Medal Niepodległości – 4 listopada 1933 roku „za pracę w dziele odzyskania niepodległości”[23]